# Bogdan Dembiński
Bogdan Dembiński (ur. 1954 w Bytomiu) – polski filozof i historyk filozofii, miłośnik astronomii, taternik i żeglarz morski, profesor nauk humanistycznych. Jest członkiem Komitetu Nauk Filozoficznych PAN, wykłada na Uniwersytecie Śląskim oraz Akademii Muzycznej w Katowicach.

## Życiorys
Ukończył studia na Wydziale Filozoficznym Katolickiego Uniwersytetu Lubelskiego, w 1987 doktoryzował się na Uniwersytecie Śląskim na podstawie pracy "Zagadnienie skończoności w ontologii fundamentalnej M. Heideggera". Habilitację uzyskał w 1998 roku dzięki pracy  "Teoria idei. Ewolucja myśli platońskiej". Tytuł profesorski (2007) uzyskał na podstawie pracy: "Późna nauka Platona. Związki ontologii i matematyki". Tytuł profesora zwyczajnego uzyskał w roku 2011 (praca: "Późny Platon i Stara Akademia"). 
Od 2015 roku członek Komisji Filozofii Nauk Polskiej Akademii Umiejętności w Krakowie. W czerwcu 2022 został członkiem korespondentem PAU. 